# Gyergyószék

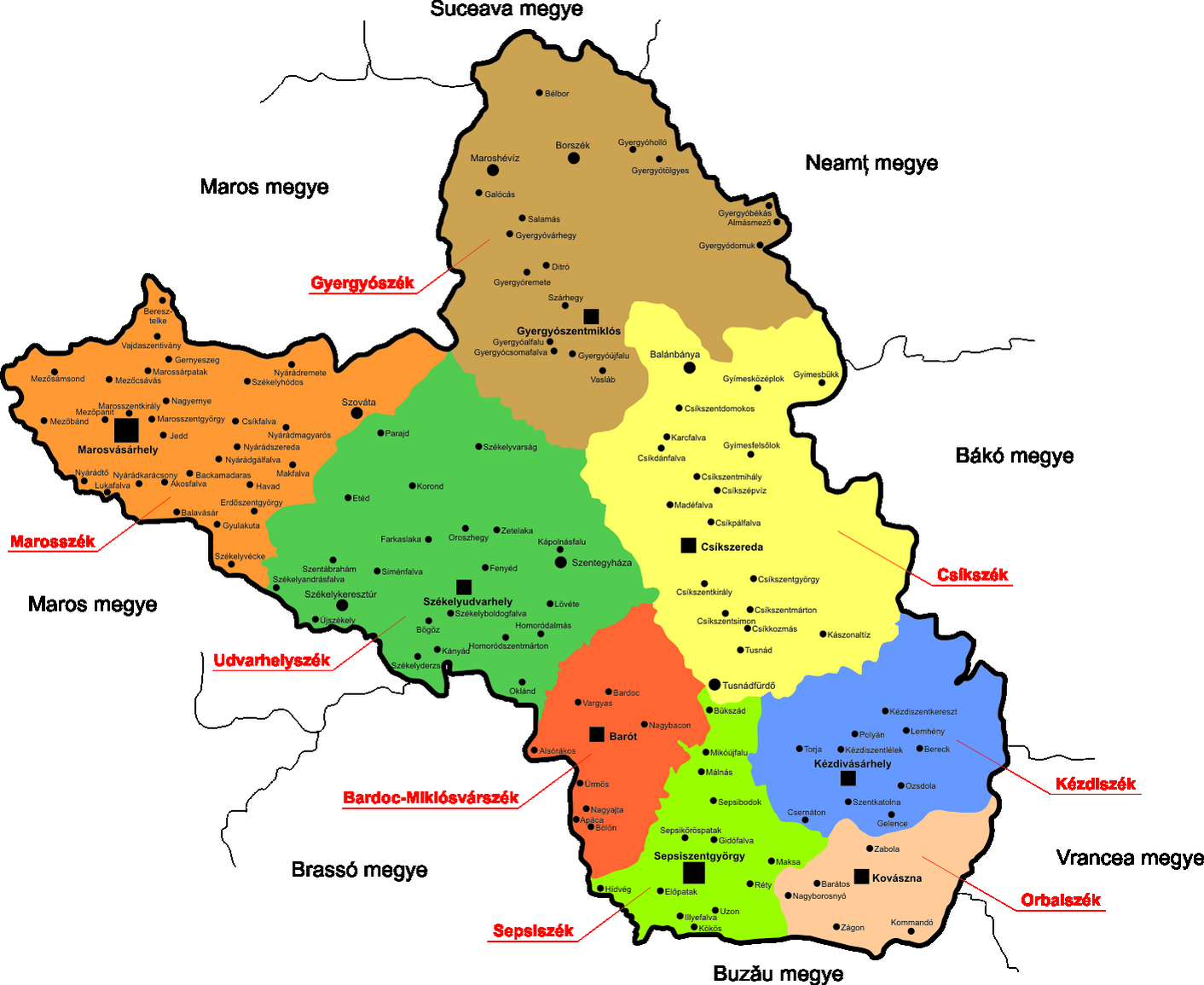
Gyergyószék (donkerbruin) in het Szeklerland

De Gyergyószék is een etnisch Hongaarse regio in het Szeklerland in Roemenië. De belangrijkste stad is Gheorgheni (Gyergyószentmiklós in het Hongaars).
Historisch gezien was de Gyergyószék een autonoom gebied (een zogenaamde stoel) in het Transsylvanië van voor 1876. Tot dat jaar hadden de Szeklers een eigen status binnen Transsylvanië samen met de Saksen van Transsylvanië buiten de provinciestructuur (Megyék in het Hongaars). Nadien ging deze stoel op in het comitaat Csík.

## Bevolking
Volgens de volkstelling van 2011 had de Gyergyószék 93.321 inwoners. Hiervan waren er 55.153 (59,10%) Hongaars, 36.541 (39,16%) Roemeens, 1468 (1,57%) Roma en 159 (0,17%) met een andere afkomst.
- Stedelijke bevolking: 34.891 personen (37,39%)
- Plattelandsbevolking: 58.430 personen (62,61%)
- Mannelijk: 46.310 personen (49,62%)
- Vrouwelijk: 47.011 personen (50,38%)